# Nueva Paz
Nueva Paz è un comune di Cuba, situato nella provincia di Mayabeque.